# ラグドール
ラグドール（Ragdoll）はネコの品種の一つ。長毛種。品種名は英語でぬいぐるみ人形を意味する「ラグ・ドール (rag doll)」に由来する。

## 概要
一説には白いペルシャとシールポイントのバーマンの仔がバーミーズと掛け合わされて生まれたと考えられている。アメリカで1965年、イギリスで1983年に登録された、比較的新しい種ではあるが、詳細な出自は不明。
瞳はブルーで長毛種に分類される。胸の前まで長めの被毛に覆われ、その姿はさながらよだれかけを掛けているように写る。模様はポイントがベースになっており、その上に白色が乗る様な形になっているが、ミテッド、バイカラーの場合は幼い時は白色なので後からポイントが表現されるように見える。模様の種類はポイント・ミテッド・バイカラー（血統書団体によりトーティ、ヴァン・バイカラーも存在する。）がある。毛色はシール（こげ茶）・ブルー（灰色）が多いがチョコレート（薄いこげ茶）、ライラック（薄い灰色）、レッド（茶）、クリーム（クリーム色）、フォーン（子鹿色）、シナモンなどがある。また、ミテッドとバイカラー(はちわれ)の模様に縦縞が混じるリンクスも存在する。
完全に成長するまでには約4年を要し、大型種（現在中型種に分類）だが、10 kg前後まで成長するのは稀で、現在はメスで4.0 kg - 6.0 kg、オスで4.5 kg - 7 kg位にまで成長するものが一般的である。

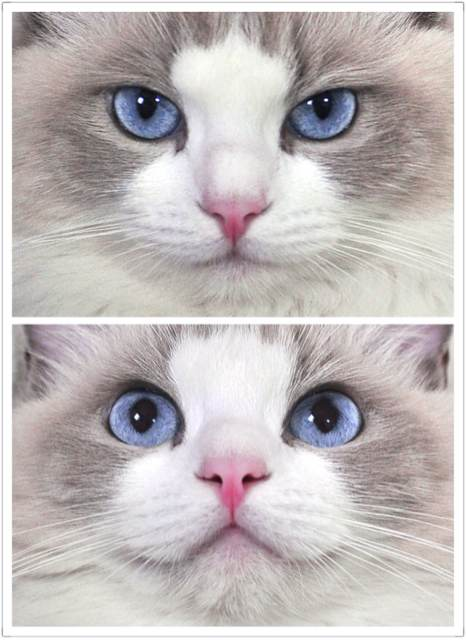
ラグドールに多い青い目
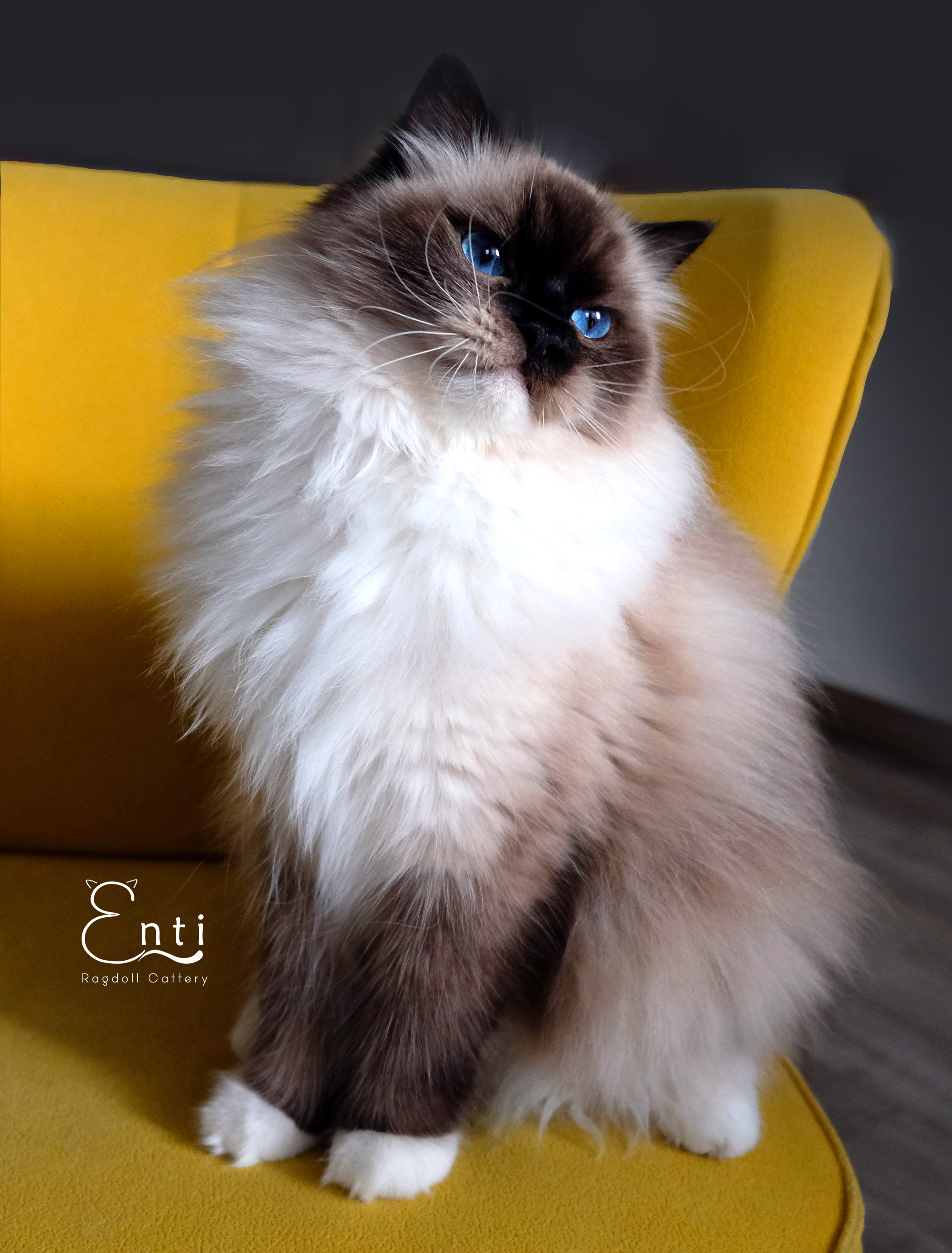
ミテッド(足先が靴下状に白い)
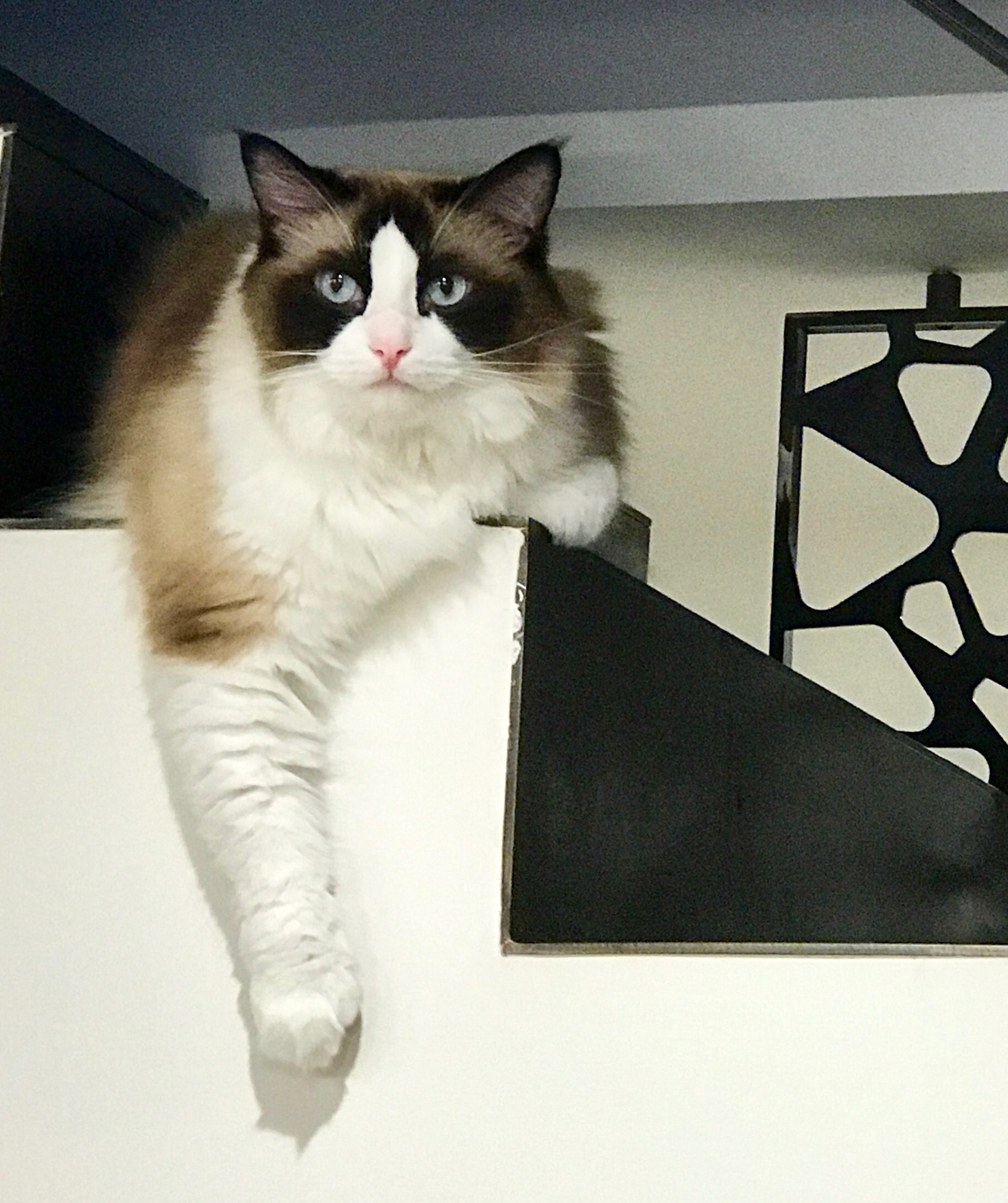
バイカラー(はちわれ)
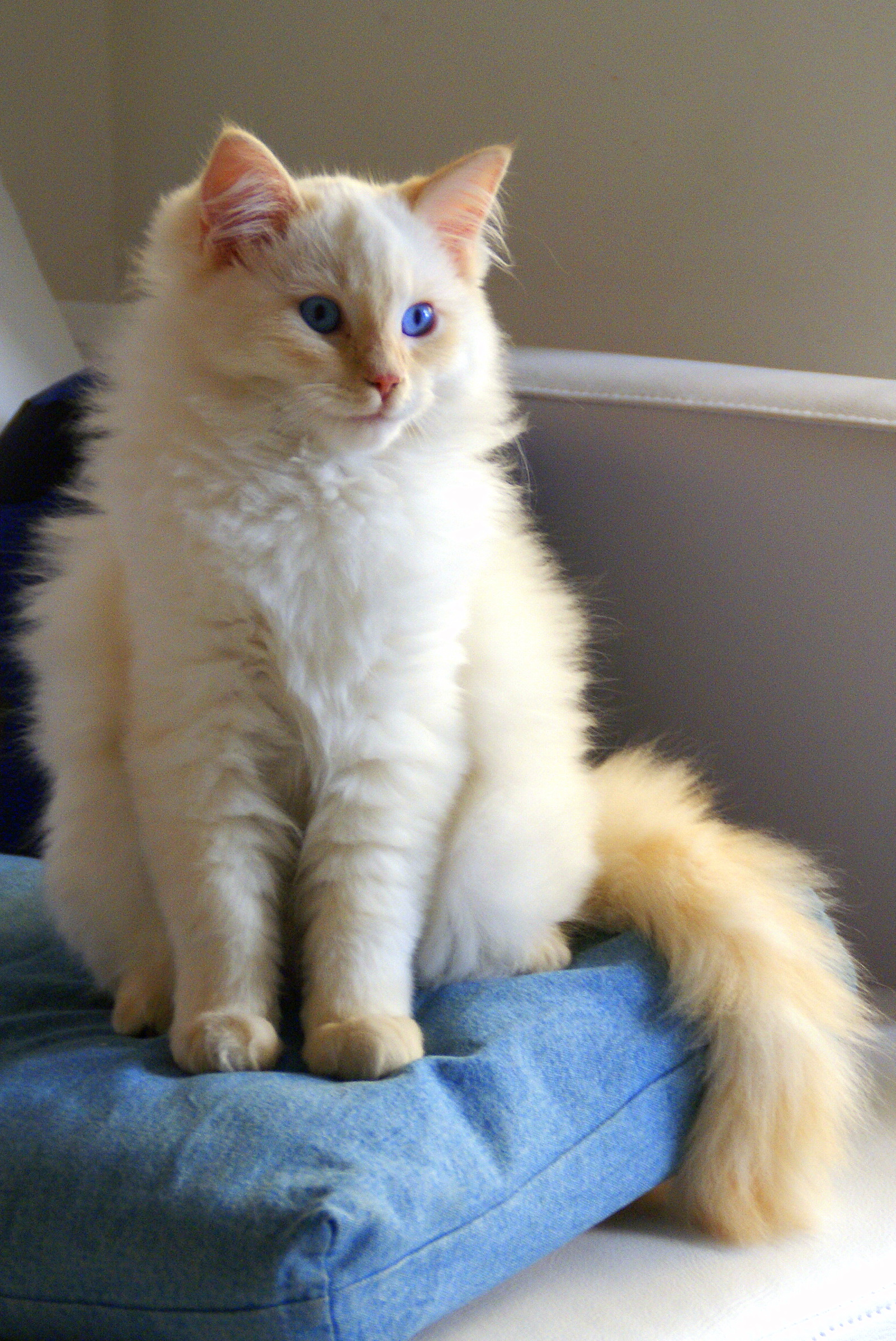
カラーポイント(体が白く、顔、耳、尻尾に色)

## 性格
非常におおらかで、抱きかかえられることも好む事から「ぬいぐるみ人形 (rag doll)」が連想され、ラグドール (Ragdoll)という品種名を与えられるに至った。人間の子供などに対して寛容に接する懐の深さをもち、鳴き声も静か。比較的帰巣本能が強いため、譲渡や引越しには神経質になる可能性がある。